# Ningnan
Ningnan (en chino, 宁南; pinyin, Níngnán, en nuosu, ꆀꆆ; romanizado, nip nap) es un condado bajo la administración directa de la Prefectura Liangshan. Se ubica en la provincia de Sichuan, centro-sur de la República Popular China. Su área es de 1670 km² y su población total para 2010 superó los 170 mil habitantes.

## Administración
Desde octubre de 2022, el Condado Ningnan se divide en 13 pueblos administrados en poblados.

## Toponimia
El topónimo Ningnan se compone de los sinogramas Ning (nombre propio) y Nan (sur). Ningnan se fundó el 1 de enero de 1931, por su ubicación al sur de Ningshu (Comité de Reorganización), se le llamó Ningnan "al sur de Ning[shu]".